# Poinçon (métal précieux)
Pour les articles homonymes, voir Poinçon (homonymie).
 (avril 2015).
Si vous disposez d'ouvrages ou d'articles de référence ou si vous connaissez des sites web de qualité traitant du thème abordé ici, merci de compléter l'article en donnant les références utiles à sa vérifiabilité et en les liant à la section « Notes et références ».

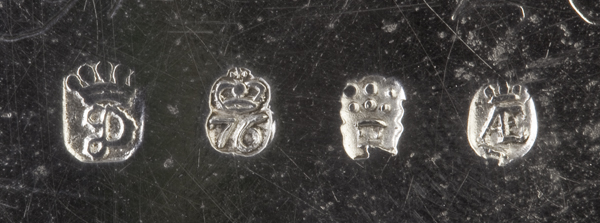
Poinçons sur une pièce d'argenterie du XVIIIe siècle. Le poinçon de droite est celui de Mons en Belgique, apposé entre 1750 et 1763.

Un poinçon est une marque officielle appliquée sur un objet en métal précieux, notamment pour en garantir le titre et l'origine.

## Poinçons officiels de garantie

### Présentation
Un poinçon, est une marque ou des séries de marques frappées sur des articles faits des métaux précieux - platine, or, argent et dans quelques nations, palladium.

### Poinçons garantissant le métal
Historiquement, des poinçons ont été appliqués par une partie de confiance : les gardiens du métier (en France, la maison commune des orfèvres) ou de nos jours par un bureau d'analyse. Ces marques garantissent une certaine pureté ou finesse du métal, le titre.
Ces poinçons officiels ne doivent pas être confondus avec les inscriptions, qui sont souvent juste un nombre tel que 750 ou 925 (prévus théoriquement pour dénoter la finesse du métal), qui est fait par le fabricant. Ces poinçons numérotés peuvent ne pas toujours refléter la pureté vraie du métal.

### Le poinçon de maître
Le fabricant d'un objet est habilité à frapper les métaux précieux de son propre poinçon, afin de montrer qu'il a réalisé le travail. Ce poinçon garantit l'origine de l'élément. Il précède le poinçon de garantie : celui qui appose cette marque (en France ou en Suisse, l’État) devient alors responsable de la teneur métallurgique de l'ouvrage.

### Éléments nécessaires au poinçonnage
Malgré le poinçonnage, les systèmes de beaucoup de nations exigent, comme chose nécessaire au poinçonnage officiel, que la marque de fabricant ou de commanditaire elle-même sur l'article une marque de responsabilité et une réclamation de finesse. Des marques de responsabilité sont également exigées aux États-Unis malgré le fait qu'il n'y a aucun arrangement sur le poinçonnage officiel dans ce pays. Néanmoins, dans les nations avec un arrangement poinçonnage officiel, le poinçon est seulement appliqué après que l'article ait été analysé pour déterminer que sa pureté se conforme non seulement aux normes établies par la loi mais également avec les réclamations du fabricant quant au contenu métallurgique.

## Différences selon les États

### France
Sur une pièce moderne (postérieure à 1838), en France, on trouvera :
- le poinçon de responsabilité (fabricant ou importateur) ;
- le poinçon de titre ou de garantie (l'État ou son délégataire a vérifié le titre au millième de la pièce).

### Royaume-Uni
Au Royaume-Uni, le poinçon se compose de plusieurs éléments comprenant au moins quatre marques : une marque dénotant le type de métal, la marque du fabricant, la marque de l'année de l'inscription (une lettre de l'alphabet) et la marque du bureau d'analyse, qui s'appelle en anglais Assay Office. Aujourd'hui, le Royaume-Uni possède seulement quatre Assay Offices : Londres, Édimbourg, Birmingham et Sheffield, et leurs marques respectives sont la tête d'un léopard, un château, une ancre et une rose (la dernière, avant 1975, était une couronne royale). Les villes d'Exeter, Newcastle, York, Glasgow et Chester avaient dans le passé des Assay Offices.

### Suisse
En Suisse, le poinçon est une marque simple indépendante du métal ou de la finesse, bien que cette marque soit augmentée par une marque de responsabilité et la réclamation du fabricant quant à la finesse.
À Genève, une ordonnance fixe dès 1424 les exigences de la finesse et du poinçonnage de l'argenterie.
Le poinçon officiel suisse, par exemple, une tête de saint-bernard dès 1995 est fabriqué (une matrice) au Bureau central du contrôle des métaux précieux à Berne.
En Suisse, chaque boîte en métal précieux passe au contrôle officiel. Elle y est analysée, frappée du poinçon de titre, des poinçons de contrôle suisse (tête de chien) et européen (balance), et est accompagnée d'un certificat d'analyse du bureau central du contrôle des métaux précieux. L'acte de frapper un poinçon est compris comme poinçonnage.

## Liste de pays avec poinçonnage indépendant et/ou statutaire
Dans le but d'uniformiser la législation sur le contrôle des métaux précieux et de faciliter le commerce international, le Danemark, l'Autriche, la Finlande, la Norvège, le Portugal, la Suède, le Royaume-Uni, l'Irlande, la République tchèque, les Pays-Bas, la Suisse et d'autres ont signé une convention connue sous le nom de convention de Vienne portant sur le contrôle et le poinçonnement des ouvrages en métaux précieux. Les ouvrages qui ont été contrôlés et trouvés conformes par l'office compétent d'un pays contractant reçoivent un poinçon, dit poinçon commun, attestant son titre. Ce poinçon est reconnu dans tous les autres États contractants : la convention a l'effet de soulager les engagements d'importation parmi et entre les États membres.
Les pays suivants en caractères gras sont des membres de convention de Vienne et chacun s’identifie aux autres par un poinçon qui lui est unique. (Cliquez le lien externe pour des illustrations de poinçons officiels).
| - Allemagne (vieilles) - Autriche - Belgique - Chypre - Danemark - Espagne (par des laboratoires accrédités par les provinces) * - Estonie - Finlande - France - Hongrie - Inde - Irlande - Israël - Italie (par la chambre de commerce) | - Lettonie - Lituanie - Luxembourg - Malte - Norvège - Pays-Bas - Pologne - Portugal - Royaume-Uni - Slovaquie - Slovénie - Suède - Suisse - République Tchèque |